# Saint-Clair-sur-Galaure
 Saint-Clair-sur-Galaure  es una población y comuna francesa, en la región de Ródano-Alpes, departamento de Isère, en el distrito de Grenoble y cantón de Roybon.

## Demografía
| 279 | 230 | 203 | 228 | 249 | 248 |
| Para los censos de 1962 a 1999 la población legal corresponde a la población sin duplicidades (Fuente: INSEE [Consultar]) |     |     |     |     |     |